# سعد الشثري
سعد بن ناصر بن عبد العزيز أبوحبيب الشَّثْري (ولد 1387 هـ) هو عضو هيئة كبار العلماء في المملكة العربية السعودية، ومستشار في الديوان الملكي السعودي برتبة وزير، وعضو هيئة التدريس بكلية الحقوق والعلوم السياسية بجامعة الملك سعود. وهو الخطيب الثامن من خطباء عرفة في العهد السعودي.
أكمل دراسته الجامعية في كلية الشريعة بجامعة الإمام محمد بن سعود الإسلامية، ثم حصل على درجة الماجستير ثم الدكتوراه، وعمل أستاذًا جامعيًّا في كلية الشريعة بجامعة الإمام محمد بن سعود الإسلامية من سنة 1409هـ إلى 1422هـ. وكان عضوًا في هيئة كبار العلماء السعودية من سنة 1426هـ إلى أن أُعفي سنة 1431هـ. وفي سنة 1434هـ أصبح عضوًا في هيئة التدريس بكلية الحقوق والعلوم السياسية بجامعة الملك سعود. وفي سنة 1437هـ عُيِّن عضوًا في هيئة كبار العلماء السعودية مجددًا، ومستشارًا في الديوان الملكي السعودي برتبة وزير.

## نسبه
هو الشيخ سعد بن ناصر بن عبد العزيز بن محمد بن عبد العزيز بن إبراهيم بن حمد بن محمد بن حمد بن محمد بن مفلح بن فهد بن غانم بن محمد بن سيف بن حماد بن محمد بن رشيد بن مؤمل بن محمد بن شثر بن محمد بن مؤمل من بني زياد من عامر بن صعصعة بن معاوية بن بكر بن هوازن بن منصور بن عكرمة بن خصفة بن قيس عيلان بن مضر بن نزار بن معد بن عدنان. 

## سيرته
أتم سعد الشثري دراسته الجامعية بكلية الشريعة بجامعة الإمام محمد بن سعود الإسلامية بمدينة الرياض ثم أصبح معيدًا فيها عام 1409هـ، وحصل على درجة الماجستير وكان عنوان رسالته فيها ""التفريق بين الأصول والفروع"، ثم حصل على درجة الدكتوراه عام 1417هـ وقد كان عنوان أطروحته فيها "القطع والظن عند الأصوليين".

### الحياة العملية
1. معيد بكلية الشريعة بجامعة الإمام محمد بن سعود الإسلامية عام 1409هـ.
2. محاضر بكلية الشريعة بجامعة الإمام محمد بن سعود الإسلامية عام 1414هـ.
3. أستاذ مساعد بكلية الشريعة بجامعة الإمام محمد بن سعود الإسلامية عام 1418هـ.
4. أستاذ مشارك بكلية الشريعة بجامعة الإمام محمد بن سعود الإسلامية عام 1422هـ.
5. عضو هيئة كبار العلماء السعودية بالمرتبة الممتازة من عام 1426هـ إلى 1431هـ.
6. عضو هيئة التدريس بكلية الحقوق والعلوم السياسية بجامعة الملك سعود 1434هـ - حتى الآن.[6]
7. عضو هيئة كبار العلماء في المملكة العربية السعودية من عام 1437هـ - حتى الآن.
8. مستشار في الديوان الملكي السعودي برتبة وزير من عام 1437هـ - حتى الآن.

## مشايخه
- مفتي المملكة سابقًا الشيخ عبد العزيز بن باز.
- مفتي المملكة حاليًا الشيخ عبد العزيز بن عبد الله آل الشيخ.
- الشيخ أحمد بن علي سير المباركي عضو هيئة كبار العلماء.
- الشيخ عبد الله بن عبد الرحمن الغديان حيث درس عليه أصول الفقه والقواعد الفقهية.
- الشيخ صالح الأطرم.
- والده الشيخ ناصر بن عبد العزيز الشثري. [10]

## مؤلفاته
بلغ عدد مؤلفاته أكثر من 60 مؤلفًا في عدد من المواضيع مثل العقيدة والحديث والفقه والأصول والأخلاق:
1. المسابقات في الشريعة الإسلامية.
2. التقليد وأحكامه في الشريعة.
3. عقد الإيجار المنتهي بالتمليك.
4. القطع والظن عند الأصوليين.
5. تقسيم الشريعة إلى أصول وفروع.
6. قوادح الاستدلال بالإجماع.
7. مختصر صحيح البخاري.
8. التفريق بين الأصول والفروع.
9. مقدمة في مقاصد الشريعة.
10. عبادات الحج.
11. شرح الورقات.
12. أخلاقيات الطبيب المسلم.
13. مفهوم الغذاء الحلال.
14. حقيقة الإيمان وبدع الإرجاء في القديم والحديث.
15. حكم زيارة أماكن السيرة.
16. آراء الصوفية في أركان الإيمان.
17. شرح المنظومة السعدية في القواعد الفقهية.
18. القواعد الأصولية المتعلقة بالمسلم غير المجتهد.
19. الطرق الشرعية لإنشاء المباني الحكومية.
20. العلماء الذين لهم إسهام في الأصول والقواعد الفقهية.
21. شرح أصول العكبري.
22. شرح مختصر ابن اللحام في الأصول.
23. شرح بلوغ المرام.
24. شرح عمدة الأحكام.
25. شرح المختصر في أصول الفقه.
26. شرح كتاب قواعد الأصول.
27. شرح رسالة في أصول الفقه.
28. المصلحة عند الحنابلة.
29. الأصول والفروع حقيقتهما والأحكام المتعلقة بهما.
30. شرح مقدمة التفسير.
31. أدب الحوار.
32. الأصول والفروع حقيقتهما وأحكامهما.
33. مذكرة في علم الأصول.
34. شرح الأصول من علم الأصول لابن عثيمين.
35. شرح الأربعين النووية.
36. شرح مختصر الروضة للطوفي.
37. فتح رب السماء في تخريج أذكار الصباح والمساء.
38. قياس العكس.
39. القواعد الأصولية المنظمة لبحوث الخلايا الجذعية.
40. تحقيق روضة الناظر لابن قدامة ومعه نزهة الخاطر العاطر لابن بدران.
41. تحقيق وتنسيق المطالب العالية لابن حجر.
42. تحقق سنن ابن ماجة.
43. تحقيق مصنف ابن أبي شيبة.
44. آراء الإمام ابن ماجة الأصولية.
45. الاستدلال بالقدر المشترك.
46. آراء الإمام البخاري الأصولية.
47. التخريج بين الأصول والفروع.
48. تطبيق القواعد الأصولية على حكم الإسراف في الماء.
49. مقاصد الشريعة ووسائلها في المحافظة على ضرورة العرض.
50. المنتج البديل عن الوديعة (المجمع الفقهي).
51. بطاقات التخفيض.
52. استنباط أحكام الجرائم الحديثة.
53. الرعاية الشرعية للسجناء.
54. الضوابط الشرعية لبحوث الجينات والاستنساخ.
55. معالجة العقم بالاستنساخ.
56. تغيير جنس الجنين وأثر الصبغات الوراثية في ذلك.
57. التقنية الحيوية: مشروعيتها وضوابطها الشرعية.
58. احكام الجراحة الطبية.
59. فقه الصيام.
60. فقه المناسك.
61. مشكلات من الحياة.
62. شرح متون العقيدة.
63. حياة القلوب.
64. شرح رسالة في أصول الفقه للسعدي.
65. شرح نور البصائر والألباب.

### من البحوث العلمية المنشورة في المجلات العلمية
1. المصلحة عند الحنابلة [مجلة البحوث الإسلامية (الإفتاء).
2. آراء الإمام ابن ماجه الأصولية [مجلة البحوث الإسلامية (الإفتاء).
3. الاستدلال بالقدر المشترك (مجلة جامعة الإمام).
4. آراء الإمام البخاري الأصولية (مجلة جامعة الإمام).
5. التخريج بين الأصول والفروع (مجلة البحوث الفقهية المعاصرة).
6. تطبيق القواعد الأصولية على حكم الإسراف في الماء (مجلة البحوث الفقهية المعاصرة).
7. مقاصد الشريعة ووسائلها في المحافظة على ضرورة العرض (مجلة البحوث الفقهية المعاصرة).
8. المؤلفون في القواعد الفقهية في القرن (14) (مجلة الدرعية).
9. العلماء الذين لهم إسهام في أصول الفقه (مجلة الدرعية).
10. قياس العكس (مجلة جامعة أم القرى).
11. القواعد الأصولية التي يمكن تطبيقها على بحوث الخلايا الجذرية (مجلة المجمع الفقهي بمكة).

## ومن الأعمال العلمية
1. التدريس بجامعة الإمام محمد بن سعود لمقررات (أصول الفقه – مقاصد الشريعة – القواعد الفقهية) في كليات الشريعة وأصول الدين والدعوة.
2. التدريس بجامعة الملك سعود (مصادر الأحكام - فقه الأسرة - المعاملات المالية).
3. التدريس في جامعة المعرفة العالمية (مدخل علوم الحديث، فقه العبادات، فقه الأسرة، فقه الجهاد والأطعمة، فقه النوازل).
4. التدريس في الأكاديمية الإسلامية المفتوحة
5. التدريس في منصة طالب العلم
6. الإشراف على الرسائل العلمية ومناقشتها في العديد من الجامعات.
7. المشاركة في إلقاء الدروس والمحاضرات العامة والدورات العلمية.
8. تحكيم البحوث العلمية للمؤتمرات والمجلات العلمية وبحوث الترقيات العلمية.
9. المشاركات الإعلامية في العديد من القنوات والإذاعات والجرائد والمجلات.
10. الإشراف على مشروع جامعة المعرفة العالمي
11. التدريس في المساجد وإلقاء المواعظ فيها.
12. المشاركة العلمية والتوعوية في عدد من البلاد خارج المملكة.

## برامج إعلامية
- قدم برنامج (عبادات القلوب) على قناة روتانا خليجية في شهر رمضان عام 2024م.[11]
- قدم برنامج (تأملات الشثري) على القناة الثقافية ومنصة شاهد عام 2024م.[12]
- قدم برنامج (الأيام الخالية) على قناة السعودية.[13]
- قدم برنامج (مع الشثري) على قناة المجد.
- قدم برنامج (لا تخف) على قناة اقرأ.[14]

## المؤتمرات التي شارك بها
1. مقاصد الشريعة في محاربة الشائعات { أكاديمية نايف / صنعاء }.
2. القواعد الأصولية التي تهم العامي في الغرب { وزارة الشؤون الإسلامية / أدنبرة }.
3. استنباط أحكام الجرائم الحديثة { أكاديمية نايف / الرياض }.
4. تغيير جنس الجنين وأثر الصبغات الوراثية في ذلك { وزارة الصحة / جدة }.
5. معالجة العقم بالاستنساخ { وزارة الصحة / جدة }.

## من أبرز العضويات واللجان
1. عضو اللجنة التحضيرية للمجلس الأعلى للشئون الإسلامية.
2. عضو اللجنة الفنية والطلابية للمعاهد العلمية.
3. عضو لجنة البحوث الشرعية والاقتصادية بجامعة الإمام.
4. عضو مجلس أمناء جامعة المعرفة العالمية.
5. عضو اللجنة العلمية بجهاز الإرشاد والتوجيه.
6. متعاون مع وزارة الشئون الإسلامية في البرامج الدعوية.
7. تعاون مع وزارة الثقافة والإعلام في إعداد بعض البرامج.
8. مستشار في مدينة الملك عبد العزيز للعلوم والتقنية.
9. عضو مجلس إدارة الصندوق الخيري بمؤسسة الأمير سلطان الخيرية.
10. عضو في جمعية الشيخ ابن باز لرعاية الأسرة وإعانة المتزوجين.
11. رئيس الهيئة الاستشارية بمركز التميز البحثي بجامعة الإمام محمد بن سعود الإسلامية.
12. عضو الهيئة الاستشارية لسمو ولي العهد.

## تكليفه الخطابة بعرفة
أمر خادم الحرمين الشريفين الملك سلمان بن عبد العزيز آل سعود بتكليف الشيخ سعد الشثري عضو هيئة كبار العلماء خطيبًا بعرفة لعام 1438هـ، وذكرت إمارة مكة عبر حسابها بموقع التواصل الاجتماعي تويتر: بأمر الملك يكلف الشيخ سعد الشثري بخطبة عرفة.

## وصلات خارجية
- صفحته على موقع طريق الإسلام
- موقع سعد الشثري الرسمي